# 玛丽娜·奥尔格耶娃
玛丽娜·爱德华多芙娜·奥尔格耶娃（羅馬化：Marina Eduardovna Orgeyeva；1959年9月21日—）是俄罗斯政治人物，第八届国家杜马议员。
2006年，她当选为第四届加里宁格勒州杜马议员。2011年和2016年，她分别连任第五届和第六届州杜马议员。2010年3月，她被任命为加里宁格勒州社会政策部长。2021年9月起，她成为第八届国家杜马议员。

## 制裁
奥尔格耶娃于2022年因俄乌战争而受到英国政府制裁。